# Podgorica

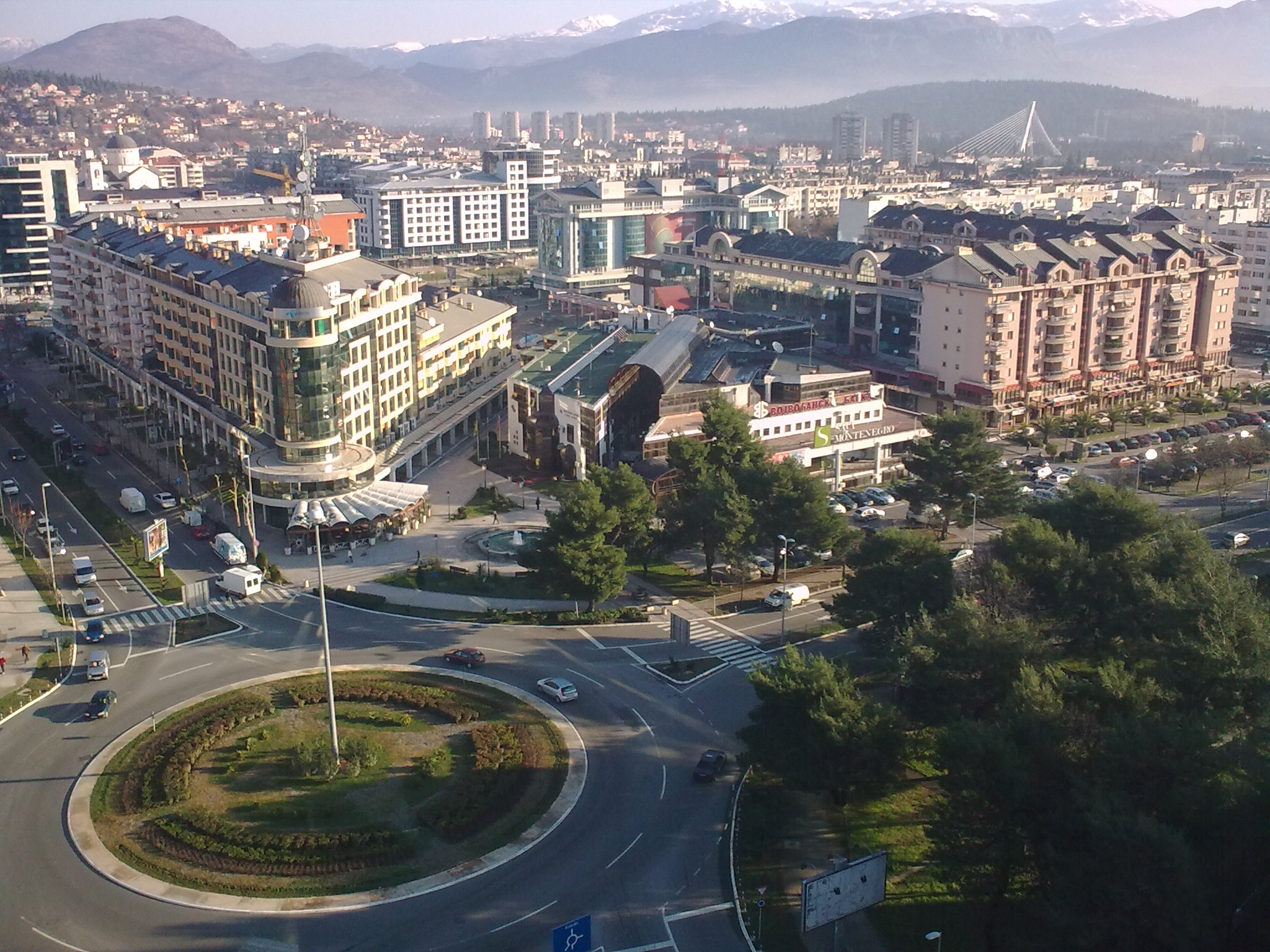
Blick auf Podgorica mit der Millennium-Brücke im Hintergrund

Podgorica [ˈpɔdgɔˌriʦa], montenegrinisch-kyrillisch Подгорица, ist die Hauptstadt Montenegros. Mit Ausnahme des Staatspräsidenten, der in Cetinje residiert, haben hier alle wichtigen Institutionen der Republik ihren Sitz. Podgorica hat rund 150.000 Einwohner, die gesamte Gemeinde Podgorica über 185.000 (2011). Von 1946 bis 1992 hieß die Stadt nach Josip Broz Tito Titograd. Der Name Podgorica bedeutet auf Deutsch „am Fuß des Hügels“.

## Geographie
Die montenegrinische Hauptstadt liegt in einer weiten Ebene an der Mündung der Zeta in die Morača, die Podgorica von Norden nach Süden durchfließt. Bis zum Skutarisee im Süden sind es von Podgorica etwa 15 Kilometer.
Podgorica hat ein feucht-subtropisches Klima (effektive Klimaklassifikation: Cfa), mit heißen und schwülen Sommern und milden Wintern. Die jährliche Niederschlagsmenge beträgt etwa 1544 mm und die Durchschnittstemperatur 16,4 °C.
|                        | Jan   | Feb   | Mär   | Apr  | Mai   | Jun  | Jul  | Aug  | Sep  | Okt   | Nov   | Dez   |   |         |
| Mittl. Temperatur (°C) | 5,6   | 8,9   | 12,0  | 16,4 | 20,0  | 25,5 | 28,8 | 28,7 | 23,3 | 17,1  | 12,0  | 7,4   | ⌀ | 17,2    |
| Mittl. Tagesmax. (°C)  | 10,4  | 14,0  | 17,4  | 22,4 | 25,7  | 31,2 | 35,2 | 35,6 | 29,8 | 23,4  | 17,6  | 13,0  | ⌀ | 23      |
| Mittl. Tagesmin. (°C)  | 1,6   | 4,9   | 7,4   | 10,6 | 14,5  | 19,4 | 22,2 | 22,4 | 18,0 | 12,3  | 7,7   | 3,4   | ⌀ | 12,1    |
|                        |       |       |       |      |       |      |      |      |      |       |       |       |   |         |
| Niederschlag (mm)      | 163,5 | 193,5 | 211,5 | 81,3 | 132,5 | 52,8 | 53,3 | 45,3 | 89,7 | 145,5 | 276,3 | 200,7 | Σ | 1.645,9 |
|                        |       |       |       |      |       |      |      |      |      |       |       |       |   |         |
| Sonnenstunden (h/d)    | 3,2   | 3,6   | 5,5   | 7,7  | 7,9   | 9,8  | 11,3 | 10,4 | 7,9  | 5,7   | 3,6   | 3,4   | ⌀ | 6,7     |

| 1,6 |

| 4,9 |

| 7,4 |

| 10,6 |

| 14,5 |

| 19,4 |

| 22,2 |

| 22,4 |

| 18,0 |

| 12,3 |

| 7,7 |

| 3,4 |

| 1,6 |

| 4,9 |

| 7,4 |

| 10,6 |

| 14,5 |

| 19,4 |

| 22,2 |

| 22,4 |

| 18,0 |

| 12,3 |

| 7,7 |

| 3,4 |

## Politik und Verwaltung
Die Großgemeinde Podgorica ist die einwohnerstärkste Kommune Montenegros. Außer der Hauptstadt gehören die Kleinstädte Golubovci und Tuzi sowie insgesamt 57 Dörfer und Siedlungen zur Gemeinde.
Städtepartnerschaften
Podgorica unterhält Städtepartnerschaften mit:
- Belgrad, Serbien (seit 2006)
- Pristina, Kosovo (seit 2006)
- Jerewan, Armenien (seit 2006)
- Zagreb, Kroatien (seit 2006)

## Geschichte
Im Norden der heutigen Stadt liegt das antike Stadtzentrum von Doclea.
Ab 1000 nach Christus gehörte die Gegend um Podgorica zum serbischen Fürstentum Duklja unter Jovan Vladimir. Ihm folgten als Herrscher die Vojislavljević und die Vukanović-Dynastie, aus der die Namanjiden-Dynastie entstand. Podgorica blieb bis zum Zerfall des serbischen Kaiserreiches Teil des Reiches.
Im Jahr 1326 wurde Podgorica erstmals als kleine Siedlung erwähnt und stand lange im Schatten von Shkodra, Medun und der Küstenstädte Bar und Budva, später dann auch von Cetinje. Es gehörte Mitte des 14. Jahrhunderts zum serbischen Reich des Zaren Stefan Dušan, danach zu den Fürstentümern der Balšić (bis 1421), Lazarević/Branković (1421–1439/1444–1452) und der Crnojević (bis 1466). Kurzzeitig stand die Stadt auch unter venezianischer Herrschaft. Von 1466 an war Podgorica Teil des Osmanischen Reichs. Die Osmanen erbauten hier eine große Festung, um sich gegen Angriffe der freien serbisch-montenegrinischen Stämme aus den Bergen zu schützen. Mit der Festung wuchs die strategische Bedeutung von Podgorica. Auf dem Berliner Kongress im Jahr 1878 wurde Podgorica dem Fürstentum Montenegro zugesprochen, dessen Hauptstadt zu dieser Zeit Cetinje war. Die Ergebnisse des Kongresses bedeuteten das Ende von vier Jahrhunderten osmanischer Herrschaft. Podgorica ist seit dieser Zeit die größte Stadt des Landes und der wichtigste Handelsplatz. 1904 wurde hier die erste Bank des Landes gegründet. Anfang des 20. Jahrhunderts hatte die Stadt 13.000 Einwohner. Anders als im rein slawisch-orthodox geprägten montenegrinischen Kernland um Cetinje lebten in Podgorica damals auch viele muslimische Slawen und auch Albaner.
Im Ersten Weltkrieg stand Podgorica von 1916 bis 1918 unter österreichischer Besatzung. Im Jahre 1918 kam die Stadt mit dem Königreich Montenegro zum Königreich Jugoslawien. Im Zweiten Weltkrieg folgten den italienischen Besatzern (1941–1943) die Deutschen (1943–1944). Die Stadt war während des Krieges etwa 70 alliierten Luftangriffen ausgesetzt, die sie fast ganz zerstörten. Im Dezember 1944 erfolgte die Befreiung durch die jugoslawischen Partisanen. 1946 wurde die Stadt zu Ehren des jugoslawischen Ministerpräsidenten Josip Broz Tito in Titograd umbenannt und gleichzeitig zur Hauptstadt der jugoslawischen Teilrepublik Montenegro erklärt. Seit dem 2. April 1992 heißt die Stadt wieder Podgorica. Nach dem Unabhängigkeitsreferendum 2006 wurde Podgorica die Hauptstadt des neuen Staates Montenegro.

## Bevölkerung
Zur Volkszählung von 2011 hatte die Stadt Podgorica 150.977 Einwohner. Hiervon bezeichneten sich 90.970 (60,25 %) als Montenegriner, 36.207 (23,98 %) als Serben, 3864 (2,56 %) als Roma, 3393 (2,25 %) als ethnische Muslime, 2630 (1,74 %) als Bosniaken und 1477 (0,98 %) als Albaner. Daneben existieren in der Stadt zahlreiche weitere ethnische Gruppen wie Kroaten, Mazedonier, Slowenen und Magyaren sowie mit 7292 (4,83 %) auch ein größerer Anteil an Personen, die keine Antwort bezüglich ihrer Ethnie gaben.
Die Gemeinde Podgorica zählte demnach 185.937 Einwohner, von denen sich 106.642 (57,35 %) als Montenegriner, 43.246 (23,26 %) als Serben, 9538 (5,13 %) als Albaner, 4122 (2,22 %) als ethnische Muslime, 3988 (2,14 %) als Roma und 3687 (1,98 %) als Bosniaken bezeichneten. 8892 Einwohner (4,78 %) gaben keine ethnische Zugehörigkeit an.
Mit der Ausgliederung der Gemeinde Tuzi im Jahr 2018 sank die Gesamtbevölkerungszahl, gleichzeitig änderte sich die ethnische Zusammensetzung leicht.
| Zensus    | 1948   | 1953   | 1961   | 1971   | 1981   | 1991    | 2003    | 2011    |
| --------- | ------ | ------ | ------ | ------ | ------ | ------- | ------- | ------- |
| Einwohner | 14.369 | 19.868 | 35.054 | 61.727 | 96.074 | 117.875 | 136.473 | 150.977 |

## Verkehr

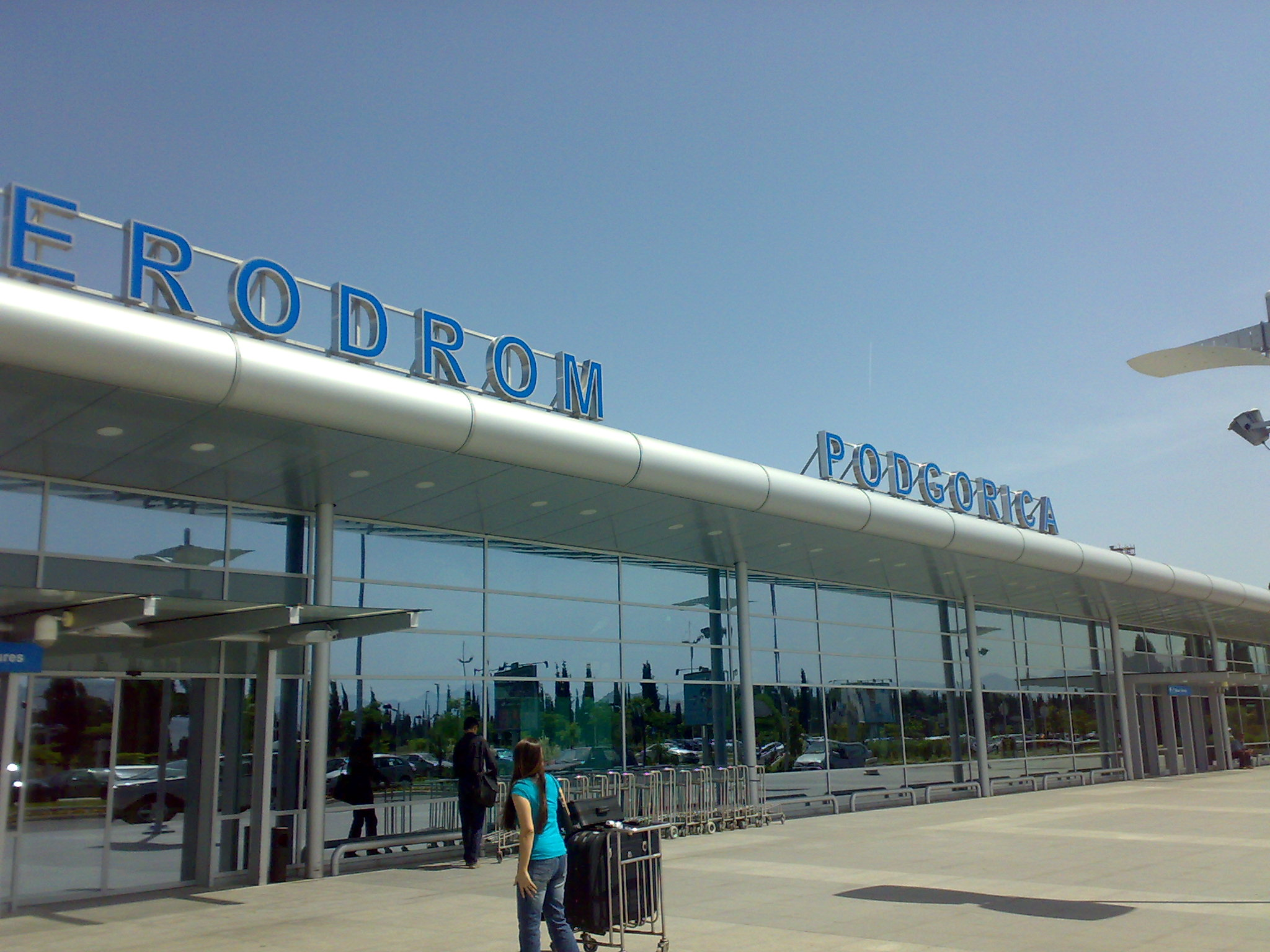
Der Flughafen Podgorica

### Flugverkehr
Podgorica hat einen Flughafen 10 km südlich des Stadtzentrums.

### Eisenbahn
Podgorica liegt an der Bahnstrecke Belgrad–Bar. Abzweige führen von hier nach Nikšić (nach Modernisierungs- und Elektrifizierungsarbeiten seit 2012 wieder in Betrieb) und als internationale Verbindung nach Albanien (zurzeit nur Güterverkehr, Wiederaufnahme des Personenverkehrs vorgesehen).

### ÖPNV
Der öffentliche Nahverkehr basiert ausschließlich auf Stadtbussen und wurde bis zur Jahrtausendwende von der städtischen Gesellschaft Gradsko saobraćajno preduzeće durchgeführt. Nach deren Bankrott betreiben zwei private Gesellschaften den Nahverkehr.

## Wirtschaft
Podgorica ist das wichtigste Zentrum der montenegrinischen Industrie. Es gibt in der Stadt eine Aluminiumhütte, das Kombinat aluminijuma Podgorica (KAP), auf das 45 Prozent der Exportleistung des Landes entfallen. Weiterhin gibt es Textilbetriebe sowie Betriebe zur Verarbeitung von Erzeugnissen der Landwirtschaft, insbesondere Tabak. Die meisten Menschen sind jedoch nicht mehr in der Industrie, sondern im Dienstleistungssektor und bei den staatlichen Behörden beschäftigt.
Die Stadt ist auch Sitz der Wertpapierbörse des Landes - der Montenegro Stock Exchange.

## Kultur und Sehenswürdigkeiten

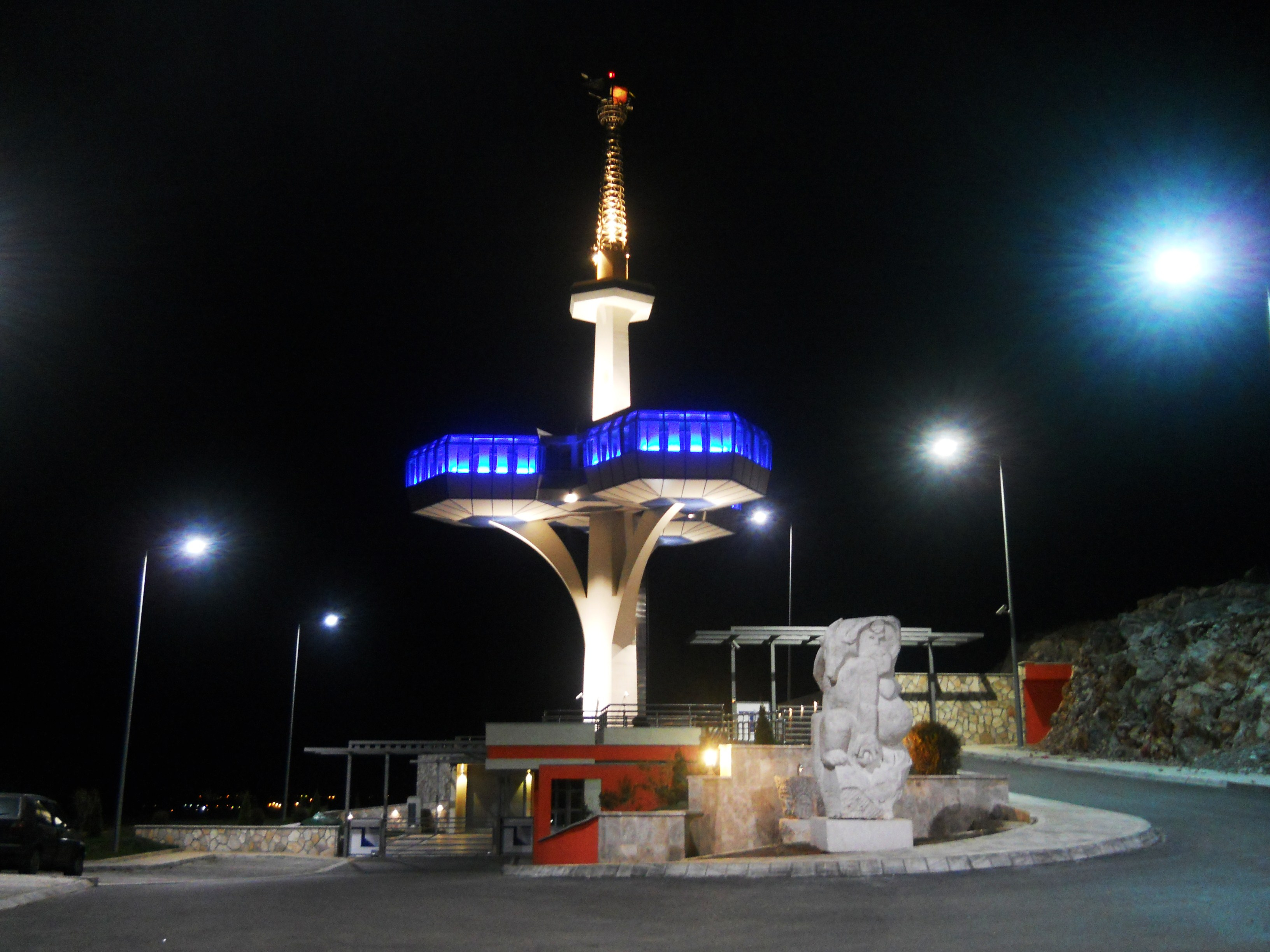
Der Aussichtsturm Toranj na Dajbabskoj Gori

Podgorica ist das kulturelle Zentrum von Montenegro. Das Montenegrinische Nationaltheater, das Stadttheater, das Kindertheater, das Puppentheater und viele kleinere Theater sind hier beheimatet. Das Stadtmuseum, das Naturhistorische Museum und die Galerien Dvorac Petrovića und Perjanički dom sind die bekanntesten Ausstellungsorte.

### Architektur
Die Architektur der Stadt besteht infolge ihrer bewegten Vergangenheit aus einer Mischung verschiedener Stilrichtungen. Auf Grund der Jahrhunderte währenden Herrschaft der Osmanen ist der türkische Einfluss prägend für die Stadt, wie man an den Moscheen in den Stadtteilen Stara Varoš und Drač erkennt. Der Wiederaufbau nach den Zerstörungen im Zweiten Weltkrieg orientierte sich stärker an europäischen Einflüssen. In der Zeit des sozialistischen Jugoslawiens wurden große Wohnblöcke erbaut. Erst in den späten 1990ern begann eine modernere Architektur in Podgorica Fuß zu fassen. Verglaste Appartementhäuser und Bürogebäude wurden erbaut. Es begann ein Bauboom, der seit der Unabhängigkeit 2006 noch zugenommen hat.
Heute sind die Wahrzeichen der Stadt die orthodoxe Kirche Hristovog Vaskrsenja (Auferstehungskirche) und die Millennium-Brücke über den Fluss Morača, die am 13. Juli 2005 eröffnet wurde.

### Sehenswürdigkeiten
- Trg Republike, der zentrale Platz Podgoricas
- Serbisch-orthodoxe Auferstehungskathedrale
- Uhrturm (Sahat Kula)
- Millennium-Brücke
- Moskauer Brücke
- Most Blaža Jovanovića, die meistfrequentierte Brücke der Stadt
- Adži-paša’s-Brücke, die älteste Brücke in Podgorica
- Zitadelle von Podgorica
- Toranj na Dajbabskoj Gori, 55 Meter hoher Aussichtsturm

### Bildung
Die meisten Bildungseinrichtungen Montenegros haben ihren Sitz in Podgorica. Hier befinden sich die Universität Montenegro, die Mediterran-Universität, UDG – Universität Donja Gorica und die Montenegrinische Akademie der Wissenschaften und Künste. In den letzten Jahren stieg die Anzahl der privaten Lehrinstitute. Der Bezirk Podgorica beinhaltet 34 Grundschulen und 10 weiterführende, inklusive eines Gymnasiums. Die Nationalbibliothek Radosav Ljumović ist die größte in Montenegro.

### Medien
Podgorica ist das Medienzentrum Montenegros. Hier sind der staatliche Fernsehsender RTCG und private Stationen wie TV IN, NTV Montena, Elmag RTV, RTV Atlas und MBC angesiedelt. Die Tageszeitungen Vijesti, DAN und Pobjeda werden in Podgorica herausgegeben. Das renommierte Wochenmagazin Monitor stammt auch aus der Stadt. Für die albanische Minderheit des Landes spielt die Wochenzeitung Koha Javore eine wichtige Rolle, welche erstmals 1990 als Kulturmagazin erschien und seit 2002 als allgemeine Nachrichtenzeitung vom montenegrinischen Parlament herausgegeben wird.

### Sport
Die beliebtesten Sportarten in Podgorica sind Fußball und Basketball. Der Basketballverein KK Budućnost Podgorica hat in den 1990er und 2000er Jahren in vielen internationalen Turnieren Erfolge errungen und spielt derzeit in der ABA-Liga.
Die bekannten Fußballspieler Predrag Mijatović und Dejan Savićević sind in der Stadt geboren und haben beim Klub FK Budućnost Podgorica ihre Anfänge bestritten.
Auch die Volleyball- und Handball-Mannschaften der Stadt waren in der Vergangenheit erfolgreich in europäischen Wettbewerben.
In Podgorica befindet sich mit dem Stadion pod Goricom das größte Stadion Montenegros. Das Sportzentrum Morača hat eine Kapazität von 4200 Sitzen und war einer der Veranstaltungsorte der Basketball-Europameisterschaft 2005, welche in Serbien und Montenegro stattfand.

### Friedhöfe
Auf einem Militärgelände unweit des Flughafens Golubovci befindet sich die Deutsche Kriegsgräberstätte Podgorica.

## Persönlichkeiten
Söhne und Töchter der Stadt
- Pavle Đurišić (1907–1945), Tschetnik-Führer und Kriegsverbrecher
- Veselin Đuretić (1933–2020), Historiker
- Zoran Filipović (* 1953), Fußballspieler und -trainer
- Vesna Zmijanac (* 1957), Folk-Sängerin
- Srđan Pavićević (* 1961), Arzt und Politiker
- Ljiljana Vučević (* 1962), Handballspielerin
- Svetlana Antić (* 1964), montenegrinisch-österreichische Handballspielerin
- Dejan Savićević (* 1966), Fußballspieler
- Dejan Raičković (* 1967), Fußballspieler und -trainer
- Olja Knežević (* 1968), Schriftstellerin
- Slavko Cicak (* 1969), Schachspiele
- Predrag Mijatović (* 1969), Fußballspieler
- Olivera Injac (* 1972), Hochschullehrerin und Politikerin
- Sanibal Orahovac (* 1978), Fußballspieler
- Ardijan Đokaj (* 1979), Fußballspieler
- Nik Gjeloshaj (* 1979), Politiker
- Nikola Nikezić (* 1981), Fußballspieler
- Blagota Sekulić (* 1982), Basketballspieler
- Đorđije Ćetković (* 1983), Fußballspieler
- Nikola Đukić (* 1983), Schachspieler
- Luka Pejović (* 1985), Fußballspieler
- Igor Burzanović (* 1985), Fußballspieler
- Marija Jovanović (* 1985), Handballspielerin
- Ana Novaković-Đurović (* 1985), Politikerin
- Milan Purović (* 1985), Fußballspieler
- Ksenija Ivanović (* 1986), Volleyballspielerin
- Stefan Ivanović (* 1986), Basketballspieler und -trainer
- Jakov Milatović (* 1986), Wirtschaftswissenschaftler und Politiker
- Jovanka Radičević (* 1986), Handballspielerin
- Milena Vučić (* 1986), Pop-Sängerin
- Vladana Vučinić (* 1986), Sängerin
- Marija Vukčević (* 1986), Fußballspielerin
- Simon Vukčević (* 1986), Fußballspieler
- Petar Grbić (* 1988), Fußballspieler
- Stevan Jovetić (* 1989), Fußballspieler
- Deni Koljenovic (* 1990), Influencer und Model
- Milena Raičević (* 1990), Handballspielerin
- Miloš Raonić (* 1990), Tennisspieler
- Jasna Đoković (* 1991), Fußballspielerin
- Andrea Klikovac (* 1991), Handballspielerin
- Nikola Mirotić (* 1991), Basketballspieler
- Stefan Mugoša (* 1992), Fußballspieler
- Hasan Pepić (* 1993), Fußballspieler
- Jelena Radivojević (* 1994), Handballspielerin
- Igor Vujačić (* 1994), Fußballspieler
- Vladica Babić (* 1995), Tennisspielerin
- Dijana Mugoša (* 1995), Handballspielerin
- Mirnes Pepić (* 1995), deutsch-montenegrinischer Fußballspieler
- Itana Grbić (* 1996), Handballspielerin
- Ivona Pavićević (* 1996), Handballspielerin
- Aleksa Kolaković (* 1997), Handballspieler
- Miloš Drinčić (* 1999), Fußballspieler
- Anastasija Babović (* 2000), Handballspielerin
- Bojan Roganović (* 2000), Fußballspieler
- Slobodan Tedić (* 2000), serbischer Fußballspieler
- Ivana Godeč (* 2001), Handballspielerin
- Jelena Vukčević (* 2004), Handballspielerin
- Branko Đurić (* 2005), montenegrinisch-serbischer Tennisspieler

## Galerie

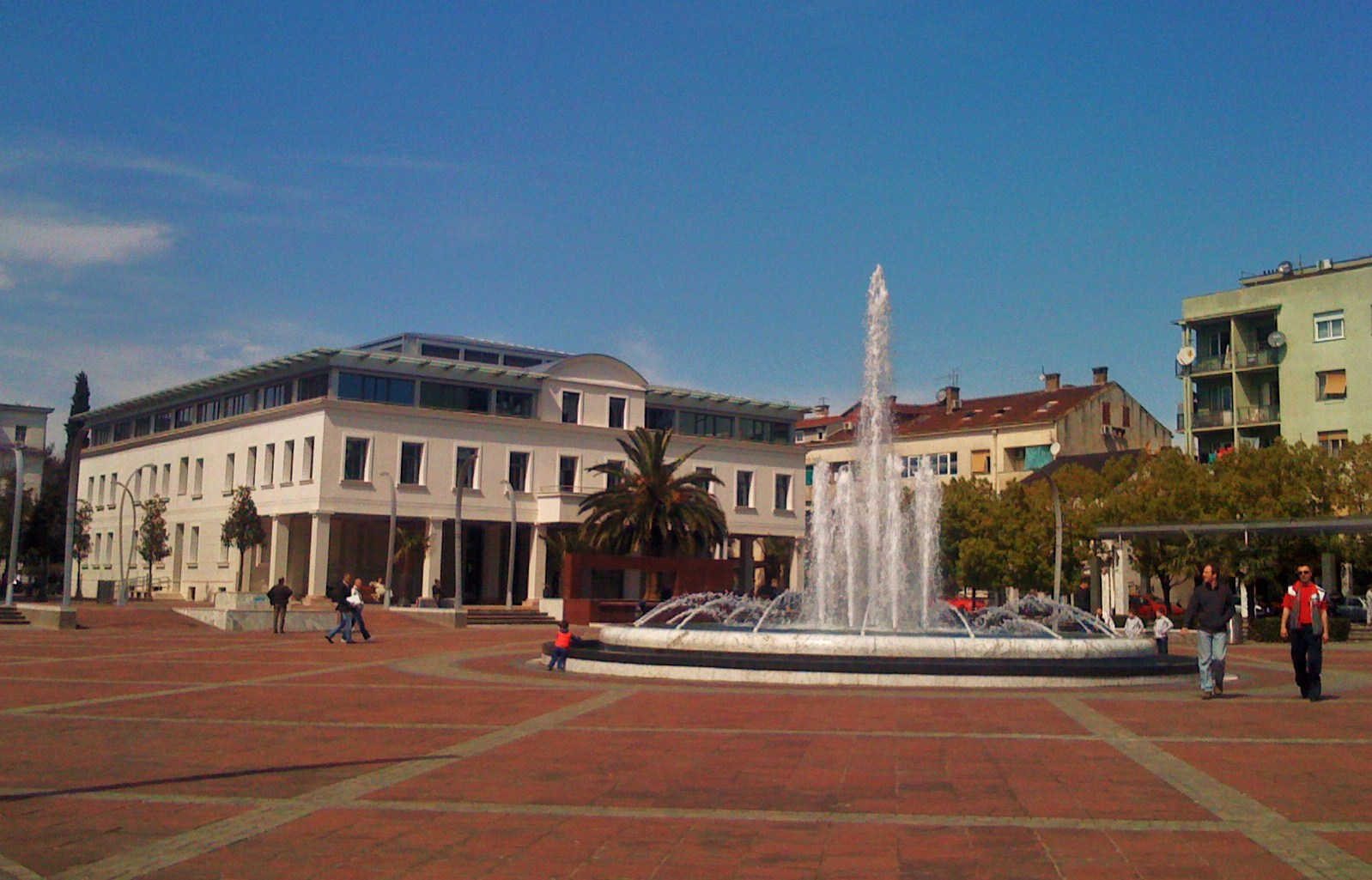
Der Trg Republike, zentraler Platz im Stadtzentrum
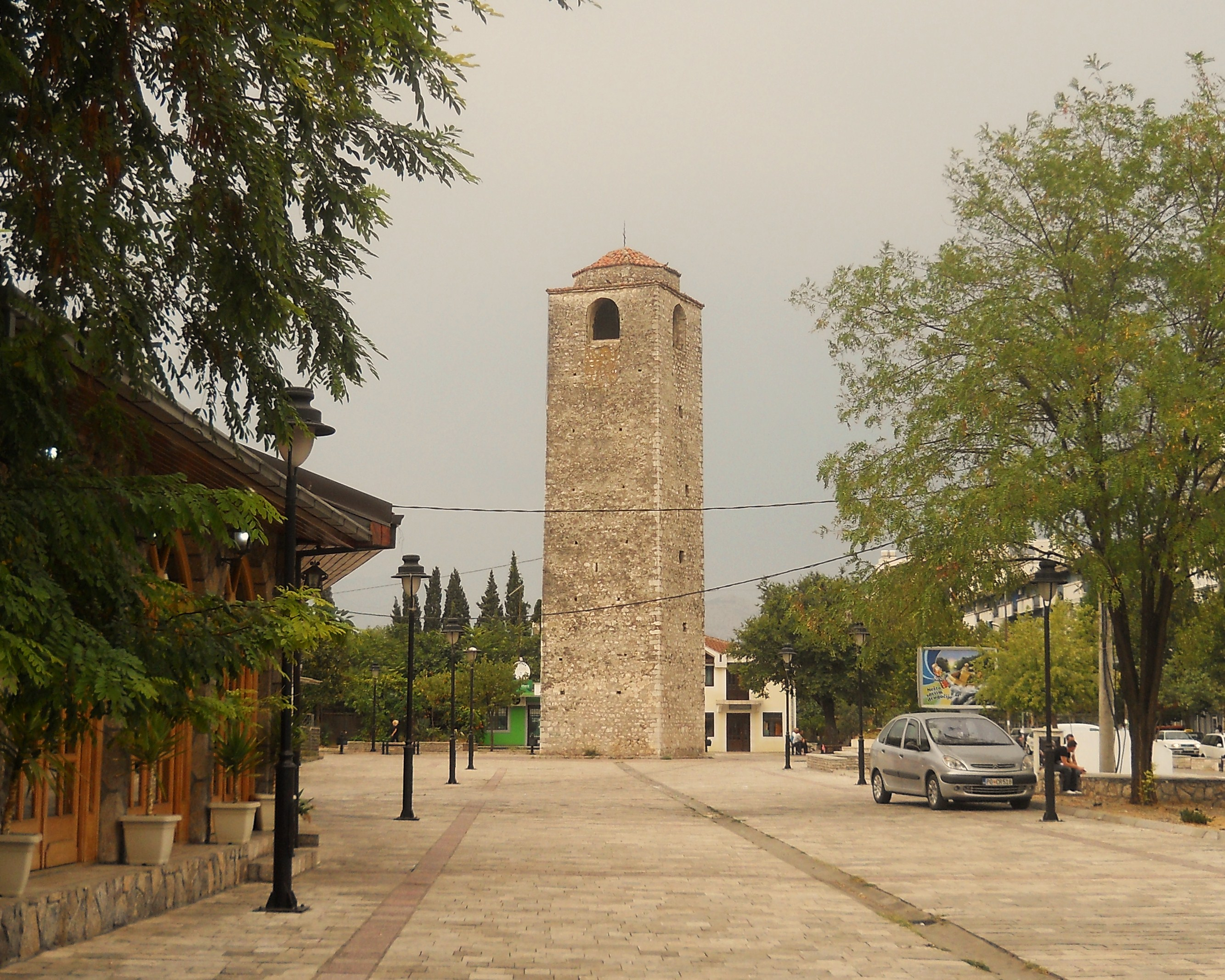
Uhrturm, osmanisches Wahrzeichen
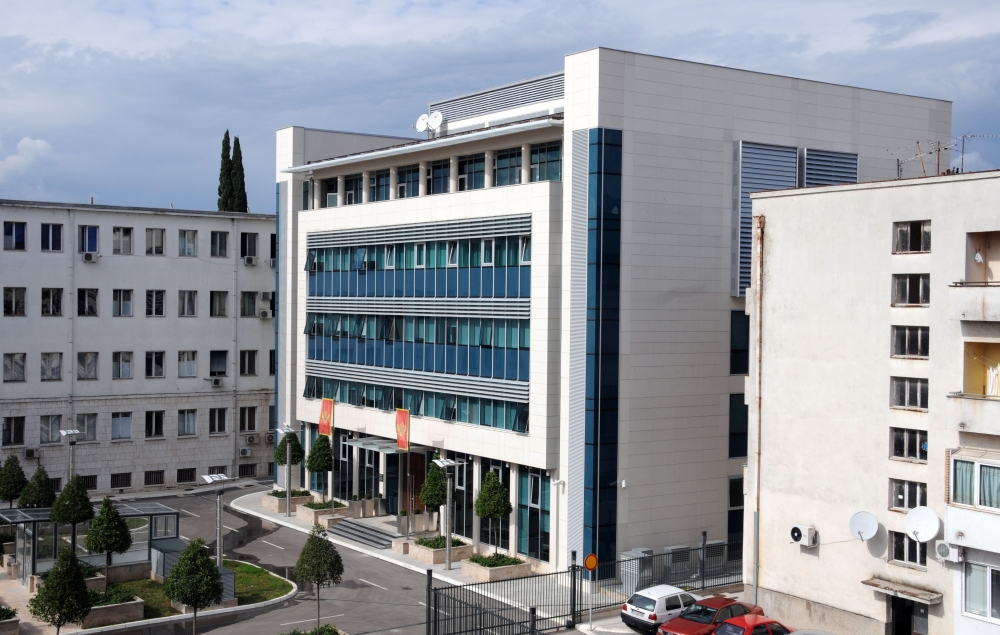
Das Parlament von Montenegro in Podgorica
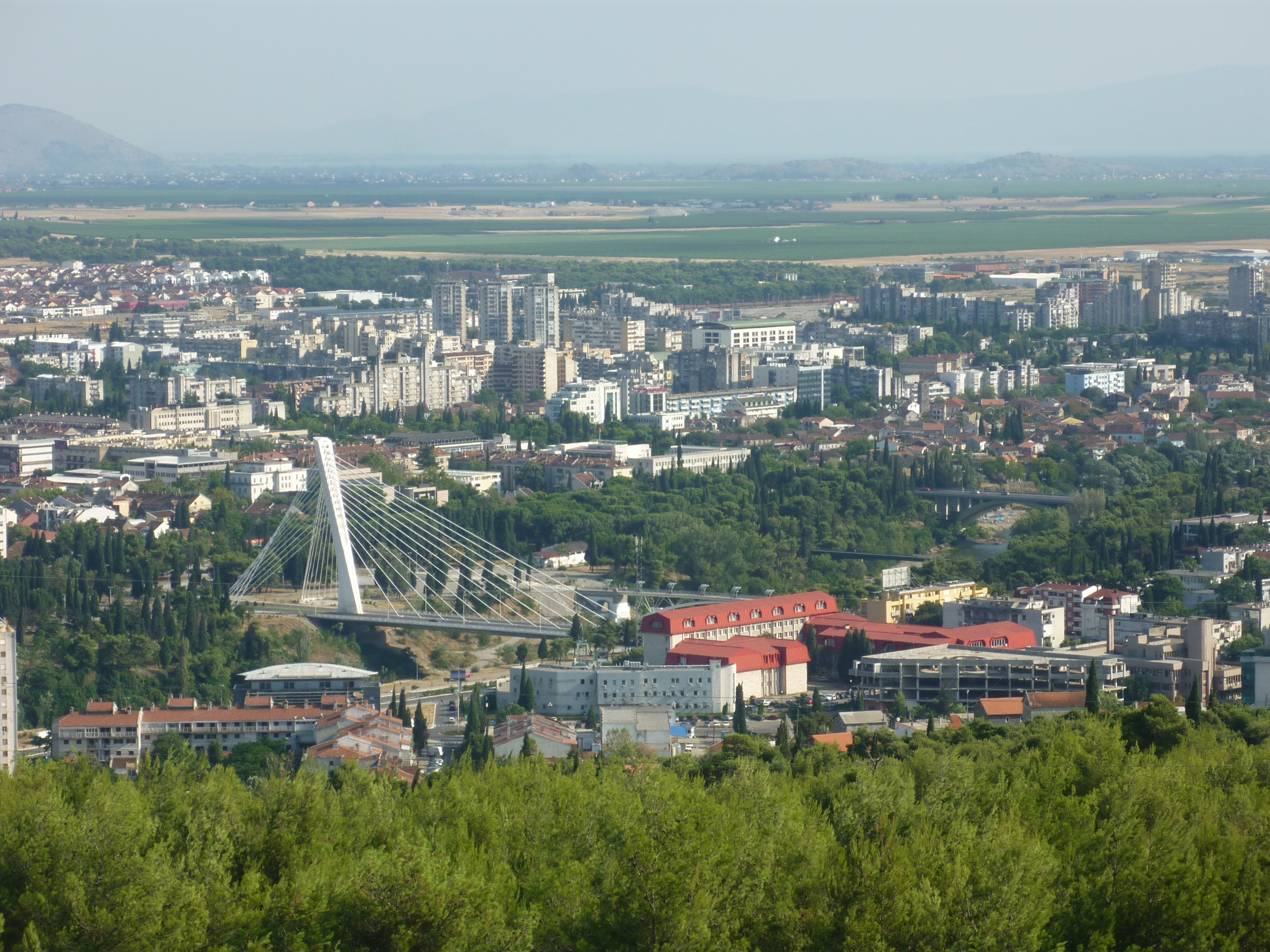
Blick über Podgorica